# John Entwistle
John Alec Entwistle (ur. 9 października 1944 w Londynie, zm. 27 czerwca 2002 w Las Vegas) – basista, tekściarz, wokalista i klawiszowiec zespołu The Who.
Jest uważany za jednego z najwybitniejszych gitarzystów basowych, inspirując takich artystów jak Noel Redding, Chris Squire, Les Claypool, Geddy Lee, Phil Lesh, Markus Grosskopf, Steve Harris, Mike Watt i Billy Sheehan.
Zmarł w pokoju hotelowym w Hard Rock Hotel (Las Vegas) na zawał serca. Miejscowy lekarz stwierdził, że w jego krwi znajdowała się kokaina i to jej przedawkowanie najprawdopodobniej bezpośrednio spowodowało zgon.

## Dyskografia
- Smash Your Head Against the Wall (1971)
- Whistle Rymes (1972)
- Rigor Mortis Sets In (1973)
- Mad Dog (1975)
- Too Late the Hero (1981)
- The Rock (1996)
- King Biscuit Flower Hour Presents in Concert (1996)
- Left for Live (1999)
- Music From Van Pires (2000)

## Wybrana filmografia
- „The Kids Are Alright” (1979, film dokumentalny, reżyseria: Jeff Stein)[1]
- „Message to Love: The Isle of Wight Festival” (1997, film dokumentalny, reżyseria: Murray Lerner)[2]
- „An Ox's Tale: The John Entwistle Story” (mat. archiwalne, 2006, film dokumentalny, reżyseria: Glenn Aveni, Steve Luongo)[3]
- „Amazing Journey: The Story of The Who” (mat. archiwalne, 2007, film dokumentalny, reżyseria: Paul Crowder, Murray Lerner)[4]